# Manual de Geografia Urbana
Manual de Geografia Urbana é um livro escrito pelo intelectual brasileiro Milton Santos e publicado originalmente em 1981 pela Hucitec e posteriormente pela Editora da Universidade de São Paulo (Edusp).
A obra apresenta uma perspectiva conceitual e metodológica para compreender os processos de crescimento urbano, incluindo temas como crescimento populacional, estruturas sociais, migrações, crescimento econômico e morfologia urbana. Publicado originalmente na década de 1980, as análises produzidas pelo autor ainda são relevantes para antecipar as consequências desses processos na atualidade.